# Patinatge artístic als Jocs Olímpics d'hivern de 1948 - Parelles
En els Jocs Olímpics d'Hivern de 1948 celebrats a la ciutat de Sankt Moritz (Suïssa) es realitzà una competició de patinatge artístic sobre gel per parelles en categoria mixta. La competició se celebrà el dia 7 de febrer de 1948 a l'Estadi Olímpic de Sankt Moritz.

## Comitès participants
Hi participaren un total de 30 patinadores d'11 comitès nacionals diferents:
| - Àustria (4) - Bèlgica (2) - Canadà (2) - Estats Units (4) - França (2) - Hongria (4) |  | - Itàlia (2) - Noruega (2) - Regne Unit (4) - Suïssa (2) - Txecoslovàquia (2) |

## Resum de medalles
| Or                                        | Argent                            | Bronze                                      |
| BèlgicaMicheline Lannoy · Pierre Baugniet | HongriaAndrea Kékesy · Ede Király | CanadàSuzanne Morrow · Wallace Diestelmeyer |

## Resultats
| Posició | Patinador                                   | CON            | Pts.   | Pl.   |
| ------- | ------------------------------------------- | -------------- | ------ | ----- |
| 1       | Micheline Lannoy / Pierre Baugniet          | Bèlgica        | 11.227 | 17.5  |
| 2       | Andrea Kékesy / Ede Király                  | Hongria        | 11.109 | 26    |
| 3       | Suzanne Morrow / Wallace Diestelmeyer       | Canadà         | 11.000 | 31    |
| 4       | Yvonne Sherman / Robert Swenning            | Estats Units   | 10.581 | 53    |
| 5       | Winifred Silverthorne / Dennis Silverthorne | Regne Unit     | 10.572 | 53    |
| 6       | Karol Kennedy / Peter Kennedy               | Estats Units   | 10.536 | 59.5  |
| 7       | Marianna Nagy / László Nagy                 | Hongria        | 9.909  | 89    |
| 8       | Jennifer Nicks / John Nicks                 | Regne Unit     | 9.700  | 98    |
| 9       | Herta Ratzenhofer / Emil Ratzenhofer        | Àustria        | 9.436  | 111.5 |
| 10      | Margot Walle / Allan Fjeldheim              | Noruega        | 9.281  | 118.5 |
| 11      | Susanne Giebisch / Helmut Seibt             | Àustria        | 9.290  | 117.5 |
| 12      | Luny Unold / Hans Kuster                    | Suïssa         | 9.281  | 120   |
| 13      | Grazia Barcellona / Carlo Fassi             | Itàlia         | 9.263  | 121.5 |
| 14      | Denise Favart / Jacques Favart              | França         | 8.700  | 139   |
| --      | Blazena Knittlová / Karel Vosátka           | Txecoslovàquia | --     | --    |